# Научно-исследовательский институт дальней радиосвязи

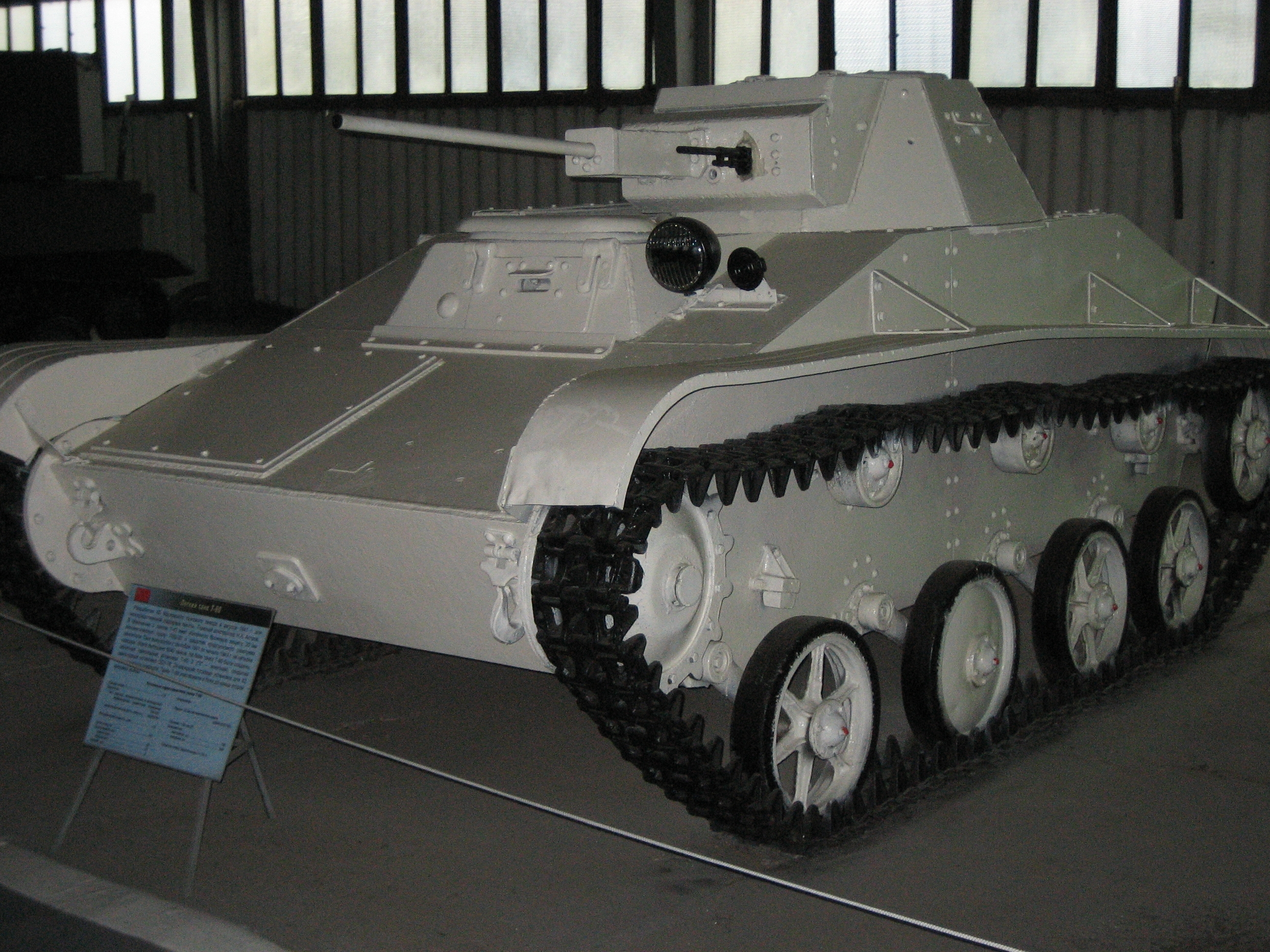
Т-60

Научно-исследовательский институт дальней радиосвязи (НИИДАР) — советская и российская научно-исследовательская и приборостроительная компания, одно из старейших предприятий радиопромышленности России.
Предприятие выпускает радиолокационные комплексы, радиотехнику, средства связи, низковольтную аппаратуру и др. В числе главных направлений деятельности — создание информационных средств ракетно-космической обороны, техническая эксплуатация действующей группировки систем противоракетного нападения, а также контроля космического пространства, противоракетной обороны.
Полное наименование: Акционерное общество «Научно-производственный комплекс «Научно-исследовательский институт дальней радиосвязи».
До 2014 года основные административные, научно-исследовательские и производственные площади НИИДАР располагались в Москве, в районе Преображенской площади (1-я улица Бухвостова, д. 12/11к2), с 2014 года — в Зеленограде и на Улице 8 Марта.

## История
В декабре 1916 года для восстановления автомобилей, поступавших с фронтов Первой мировой войны, на базе второй автомобильной роты Технического управления Императорской армии были созданы авторемонтные мастерские. Они расположились в Москве на Преображенской заставе, в помещениях, принадлежащих промышленнику и банкиру Павлу Рябушинскому. В 1918 году эти мастерские были национализированы и переданы в ведение ВСНХ РСФСР. В 1920 году предприятие получило название «4-й Государственный авторемонтный завод».

### Танкостроение
В 1922 году в результате объединения с Броневым автомобильным ремонтным заводом, располагавшимся на улице Матросская Тишина, образован «2-й автобронетанковый ремонтный завод». В 1929 году предприятие получило название «Завод № 2 Всесоюзного автотракторного объединения» (Завод № 2 ВАТО).
В 1930-е годы начинается выпуск лёгких танков Т-27 и артиллерийских тягачей, разработанных под руководством главного конструктора Н. А. Астрова. В 1933 году завод передаётся в состав «Спецмаштреста» (Треста специального машиностроения НКТП), до 1936 года здесь было произведено 2546 лёгких плавающих танков Т-37А, затем их сменили Т-38. В 1933 году предприятие получает наименование «Завод № 37 Спецмаштреста», а в 1939 — «имени Серго Орджоникидзе»и приступает к выпуску Т-40. Завод становится одним из центров советского лёгкого танкостроения.
Особое место в производственной программе предприятия занимает разработанный здесь лёгкий танк Т-60, выпуск которого на заводе был налажен вскоре после начала Великой Отечественной войны — в августе 1941 года; уже в конце сентября танки Т-60 получили боевое крещение в оборонительных боях под Полтавой. Всего в 1941—1942 гг. советские танковые заводы выпустили почти 6 тыс. маневренных и хорошо вооружённых машин данной серии, прозванных немецкими солдатами «неистребимой саранчой». Эти танки принимали участие в Битве за Москву, а 48 танков Т-60 прошло по Красной площади во время знаменитого военного парада 7 ноября 1941 года. В ходе прорыва блокады Ленинграда участвовали и танки Т-60: 18 января 1943 года укомплектованная в основном ими 61-я танковая бригада Ленинградского фронта встретилась с наступавшими ей навстречу частями 18-й стрелковой дивизии Волховского фронта, прорвав кольцо блокады. Принимали участие эти танки и в разгроме Квантунской армии в августе 1945 года.
В октябре 1941 года из-за высокой вероятности захвата Москвы немецкими войсками коллектив и оборудование завода были эвакуированы в Свердловск, на площадки Уралтрансмаша, но уже с января 1942 года в неотапливаемых московских производственных корпусах под именем «Авторемонтный завод № 6» (АРЗ-6) производится восстановление и модернизация отечественной и трофейной бронетехники. Здесь было налажено производство самоходных артиллерийских установок СУ-76и на базе трофейных танков PzKpfw III, а также, при участии учёных МВТУ, корпусов 82-мм мин.
Летом 1942 года коллектив и оборудование в Свердловске были переподчинены заводу «Большевик», а московскому предприятию возвращено наименование «Завод № 37».
В послевоенные годы завод принимал активное участие в восстановлении народного хозяйства, выпуская запчасти к паровозам, узлы для судов речного и морского флота, оборудование для эскалаторов московского метро, аккумуляторные и моторные автопогрузчики. Четверо работников завода были удостоены званий Лауреатов Сталинской премии. На заводе № 37 получила второе рождение отечественная холодильная промышленность: в 1945 году впервые после войны был освоен выпуск бытовых компрессорных электрохолодильников марки «ЗИО».

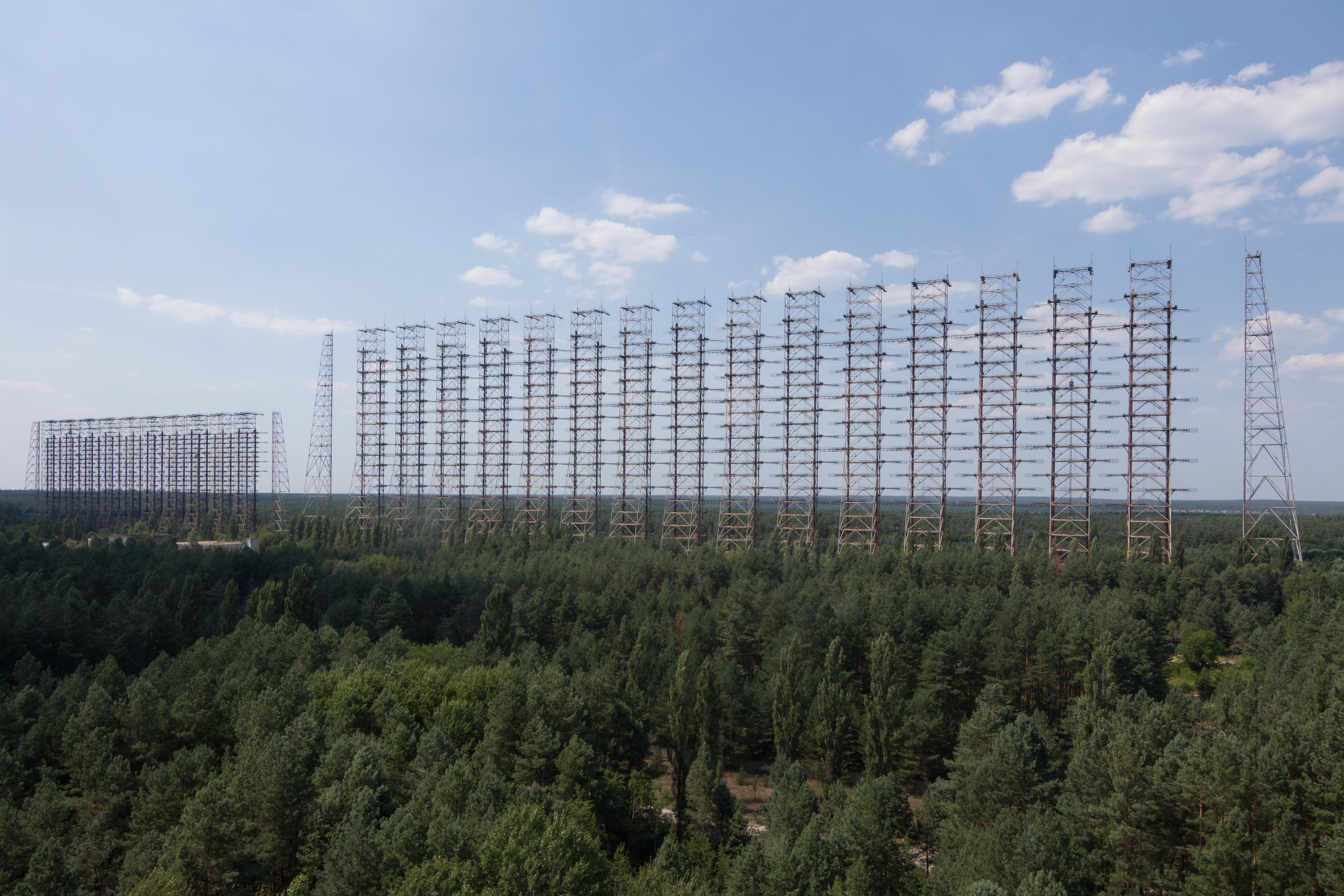
РЛС «Дуга»

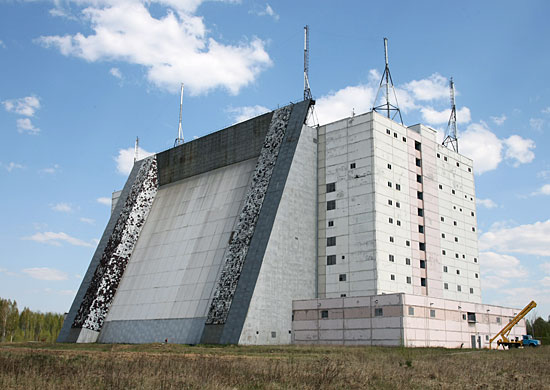
РЛС «Волга»

### Радиостроение
В 1949 году завод № 37 передан в ведение МПСС и приступил к освоению совершенно новой продукции — радиолокационных станций, что потребовало перепланировки и переподготовки всех служб предприятия. При заводе создаётся специализированное конструкторское бюро, в которое переведены специалисты из ЦНИИ-108 и КБ-1.
В 1950-е годы завод выпускает РЛС типа П-20, П-30, П-30М, П-35 и П-50, а также стационарные радиолокационные узлы РЛС А-100 для системы С-25. В 1956 году под руководством главного конструктора В. П. Сосульникова начата разработка РЛС семейства «Дунай».
В 1960 году предприятие преобразовано в Научно-исследовательский институт № 37 (НИИ-37) с Опытным заводом № 37.
4 марта 1961 года на Балхашском полигоне экспериментальная система ПРО «А», целеуказание для которой осуществлялось РЛС «Дунай», продемонстрировала возможность перехвата головной части баллистической ракеты большого радиуса действия. Несущая в себе заряд специальной шрапнели ракета В-1000 полностью уничтожила боеголовку. Ряд сотрудников предприятия был удостоен Ленинской премии (1966 год).
В 1966 году Научно-исследовательский институт № 37 с Опытным заводом № 37 переименованы в Научно-исследовательский радиотехнический институт (НИРТИ) с Опытным заводом.
В 1970 году предприятие вошло в состав ЦНПО «Вымпел». Приказом МРП от 1 февраля 1972 года № 701 НИРТИ переименован в Научно-исследовательский институт дальней радиосвязи (НИИДАР). На предприятии разработаны радиооптический комплекс «Крона», РЛС «Волга» и «Дуга». В 1979 году за заслуги в создании средств специальной техники предприятие было награждено орденом Трудового Красного Знамени.
21 июня 1994 года НИИДАР объединился со своим опытным заводом, образовав Научно-производственный комплекс (НПК «НИИДАР»). На предприятии продолжалась разработка РЛС для систем ККП, перебазируемых загоризонтных РЛС двойного применения, РЛС высокой заводской готовности, а также РЛС для обнаружения самолётов.
В 2000 году на базе НИИДАР и РТИ создан Концерн «Радиотехнические и информационные системы», основным акционером которого с 2011 года является холдинг АО «РТИ».
Летом 2014 года НИИДАР без остановки научно-конструкторской деятельности перебазировал опытное производство[уточнить] в г. Зеленоград, на производственную площадку завода «Элион», входящего в дивизион «Оборонные решения» Концерна «РТИ системы».
В сентябре 2022 года на IV Международной выставке современного вооружения и техники ADEX 2022 НИИДАР впервые представил широкой публике свои РЛС дальнего обнаружения «Подсолнух-Э», «Витим» и другие.

## Собственники и руководство
По данным на второй квартал 2014 года, 50 % плюс 2 акции предприятия принадлежит ОАО «Концерн „РТИ Системы”», 50 % минус 2 акции — холдингу ОАО «РТИ».
Предприятие возглавляли, по различным данным:
- С. Иванов — в 1930 году;
- Б. К. Гутнов — с 1934 года по 29.08.1937;
- М. И. Шор — с 29.08.1937 по 1938 год;
- Н. А. Богородицкий — с 1946 по 1952 годы;
- П. И. Кузнецов — в 1955 году;
- С. В. Скориков — с 1956 по 1959 гг.;
- Ф. В. Лукин — с 1960 по 1963 гг. (директор и научный руководитель НИИ-37);
- В. И. Марков — с 1963 по 1968 и с 1981 по 1989 гг. (директор НИРТИ/НИИДАР);
- Ю. Н. Аксенов — с 1968 по 1970 гг. (директор НИРТИ);
- П. С. Лисовец — с 1970 по 1975 гг. (исполняющий обязанности директора НИРТИ/НИИДАР);
- Ф. А. Кузьминский — с 1975 по 1981 гг.;
- А. А. Трухманов — с 1990 по 2000 годы;
- С. Д. Сапрыкин — с 2000 по 2010 годы;
- С. И. Шляев — с 2010 по 2015 годы;
- А. Р. Милославский — с 2015 по 2018 годы;
- К. В. Макаров — с 2018 по 2020 годы;
- Ю. Г. Аношко — с 2020 года.